# Grant-Studie
Die Grant-Studie (englischer vollständiger Name: Grant Study of Adult Development, „Grant-Studie zur Erwachsenenentwicklung“) ist eine Langzeitstudie, die seit 1938 an der Harvard Medical School, der medizinischen Fakultät der Harvard University, durchgeführt wird. Zweck der Studie ist es, die Lebensgestaltung einer Stichprobe von Männern zu untersuchen. Sie trägt den Namen des Kaufhaus-Millionärs W. T. Grant, der sie von 1937 bis 1947 finanzierte.
Für die Studie wurden insgesamt 268 männliche Studenten, die von 1939 bis 1942 an der Harvard University studierten, ausgewählt. Sie wurden und werden in regelmäßigen Abständen mit Fragebögen befragt und medizinisch untersucht. Von den ursprünglichen Probanden waren 2017 noch 19 am Leben, allerdings wurde die Studie mittlerweile auf Nachkommen der ursprünglichen Probanden ausgeweitet, sowie – im Rahmen der parallelen Glueck-Studie – auf Jugendliche, die in der Innenstadt von Boston aufgewachsen sind.
Einige Teilnehmer der Studie erlangten später unabhängig davon eigene Bekanntheit, so etwa der US-Präsident John F. Kennedy und der Journalist Ben Bradlee.

## Weiterführende Literatur
- George E. Vaillant: Triumphs of Experience: The Men of the Harvard Grant Study. Cambridge, Massachusetts: Belknap Press of Harvard University Press, 2012.